# Terah
Pour les articles homonymes, voir Azar.
 (juin 2010).
Si vous disposez d'ouvrages ou d'articles de référence ou si vous connaissez des sites web de qualité traitant du thème abordé ici, merci de compléter l'article en donnant les références utiles à sa vérifiabilité et en les liant à la section « Notes et références ».
Terah (en hébreu : תֶּרַח) est un personnage de la Genèse et du Coran. Il est fils de Nahor et père d'Abraham, de Nahor et de Haran, ainsi que de Sarah par une autre union. Dans le Coran, il est appelé Azar (en arabe : آزَرَ), et est le père (biologique ou adoptif) d'Ibrahim, l'équivalent d'Abraham.
La Bible ne lui consacre que quelques lignes. La plupart des « couleurs » du personnage sont dues à l'exégèse et à l'interprétation. Il est cependant connu pour vénérer les idoles.

## Selon la Bible
Terah vit à Ur. Le Talmud (Baba Batra 91a) lui prête pour épouse Amatlai (bat Karnevo). Il a trois fils : Abram, Nahor et Haran. Haran, père de Loth, meurt. Abram épouse Sarah. Un jour, accompagné de Loth, Abram et Sarah, Terah quitte Ur pour gagner le pays de Canaan.
Ils s'arrêtent dans la ville d'Harran où ils s'installent, puis Terah meurt à 205 ans.
Dans le Livre de Josué, Terah est mentionné comme idolâtre.

### Exégèse et interprétations
Terah se rend à Harran, dans le Haut-Euphrate, car idolâtrie et commerce sont fortement liés. En effet, quand la société est sédentaire, seules la guerre ou la famine (ou Dieu) la faisaient se déplacer. Un passage du Livre des Juges 17-18 illustre bien ce lien entre idolâtrie et subsistance : lorsque les Danites pillent un temple païen, toute la population les poursuit, car le temple est source de revenus pour la région, soit qu'il attire les marchands ambulants, soit qu'on y vend des Pénates.
Terah entreprit de voyager de Chaldée jusqu'au pays de Canaan, sans intervention divine directe. Il était donc soit berger, soit marchand, soit artisan. Ses descendants, Abraham et Jacob, étaient pasteurs selon la Bible hébraïque. Terah et sa famille se fixent en chemin à Harran (Harra), un grand centre caravanier.
C'est en cette contrée que le Midrash Bereshit Rabba 38 :16, exégèse du verset Genèse 11:28 (« Et Haran mourut devant son père ») situe l'action d'une fameuse aggada, dont Abraham, Terah, Haran et Nemrod sont les protagonistes, et qui porte précisément sur les premiers moments du monothéisme au sein des populations païennes :

« Rabbi Hiyya, petit-fils de Rabbi Ada de Yaffo [dit] :

Terah était idolâtre.
Un jour, il sortit et chargea Abraham de la vente [des idoles].

Si un homme venait acheter une statue, il (Abraham) lui demandait : « Quel âge as-tu ? »

[Le client] répondait : « Cinquante » ou « Soixante ans ».

Il répondait alors : « Il a soixante ans et il veut vénérer une statue d'un jour ! »

Le client se sentait honteux et partait.

Une femme vient un jour avec un panier de farine.
Elle dit : « Voici pour tes dieux. » Abraham prit un bâton, et fracassa toutes les idoles à l'exception de la plus grande, dans la main de laquelle il mit le bâton.

Son père revint et demanda ce qu'il s'était passé.

[Abraham] répondit : « Cacherais-je quoi que ce soit à mon père ? Une femme est venue avec un panier de farine et m'a demandé de les donner à ces dieux. Lorsque je l'ai offerte, un dieu a dit « Moi d'abord ! » Une autre « Non, moi ! » Alors la plus grande s'est levée et a brisé toutes les autres. »

[Terah] dit : « Te moques-tu de moi ? Comment pourraient-elles faire quoi que ce soit ? »

[Abraham] répondit : « Tes oreilles n'entendraient-elles pas ce que ta bouche vient de dire ? »

Terah emmena [alors Abraham] chez Nemrod [préférant le livrer au bras séculier avant d'être accusé d'agitation politique].

[Nemrod] lui dit : « Adorons le feu ».

[Abraham] lui dit : « En ce cas, adorons l'eau, qui éteint le feu. »

[Nemrod] lui dit : « Adorons l'eau ».

[Abraham] lui dit : « En ce cas, adorons les nuages, qui portent l'eau. »

[Nemrod] lui dit : « Adorons les nuages ».

[Abraham] lui dit : « En ce cas, adorons le vent, qui porte les nuages. »

[Nemrod] lui dit : « Adorons le vent ».

[Abraham] lui dit : « En ce cas, adorons l'homme qui résiste au vent. »

[Nemrod] lui dit : « Ce que tu dis est absurde; Je ne m'incline que devant le feu. je vais t'y précipiter. Que le Dieu devant lequel tu t'inclines vienne et t'en sauve ! »

Haran se trouvait là. Il [se] dit : « Quoi qu'il arrive, si Abraham s'en sort, je dirai que je suis d'accord avec Abraham ; si c'est Nemrod qui triomphe, je dirai que je soutiens Nemrod. »

Après qu'on eut jeté Abraham dans le four, et qu'il en sortît indemne, on interrogea [Haran] : « Avec qui es-tu ? »

Il leur dit : « Je suis avec Abraham. »

Ils le prirent, le jetèrent dans le feu, et ses entrailles brûlèrent.

Il sortit et mourut devant Terah, son père.

Voici la signification du verset « Et Haran mourut devant son père »

D'autres commentateurs expliquent que le nom de Terah commence par la lettre Tav « ת » qui est la dernière des lettres de l'alphabet hébreu alors que le nom d'Abraham commence par un Aleph « א » qui est la première lettre. Terah symbolise la fin d'un cycle de 10 générations depuis Noé, marquées par la faute de la construction de la tour de Babel, tandis que Abraham est le début d'un nouveau cycle qui commence avec l'Alliance scellée[réf. souhaitée] entre Dieu et Abraham (et ses descendants).
Genèse 11.26 : « Terach, âgé de 70 ans, engendra Abram, Nahor et Harân. » Genèse 11.26 : « Voici la famille de Terah : Terah engendra Abraham, Nahor et Harân. Harân engendra Loth. »

## Selon le Coran
Le Coran nomme Azar le père d'Abraham (Ibrahim) ; il le présente également comme un idolâtre dans la sourate 6. Le nom de Terah n'est pas ignoré par les traditions post-coraniques qui font de lui un fabricant d’idoles. La rupture d'Abraham et de son père est liée à cette question des idoles.  
Le Coran et les hadiths relatent l'épisode où Azar questionne Ibrahim sur le fait d'avoir détruit les statues, ainsi que le moment où il est jeté dans le feu. .Le récit coranique de la destruction des idoles par l'une d'entre elles se rapproche d'un passage de la Genése Rabba, midrash compilé au Ve siècle. Si l'intention est la même que celle du texte coranique, sa forme est plus allusive.